# Serie A 2014-2015 (rugby a 15 femminile)
La Serie A 2014-15 fu il 24º campionato di rugby a 15 femminile di prima divisione organizzato dalla Federazione Italiana Rugby e il 31º assoluto.
Si tenne dal 5 ottobre 2014 al 23 maggio 2015 tra 15 squadre e fu vinto, per la prima volta, dal Valsugana di Padova, che batté in finale le campionesse uscenti del Monza e riportò lo scudetto del rugby femminile in Veneto.
Come nella stagione precedente i club iscritti furono 15, ripartiti su due gironi paritari geografici, anche se immediatamente prima dell'inizio del torneo il Perugia Ragazze aveva annunciato il suo ritiro sebbene troppo tardi per evitare la punizione accessoria dell'esclusione portando il totale a 14 effettivi.
Due settimane prima dell'inizio del campionato, inoltre, la società Polisportiva L'Aquila aveva annunciato il ritiro della sua squadra femminile, la quale trasmigrò integralmente in un nuovo club, le Belve Neroverdi, che fu ammesso al posto della suddetta L'Aquila con prosecuzione del suo titolo sportivo.

## Formula

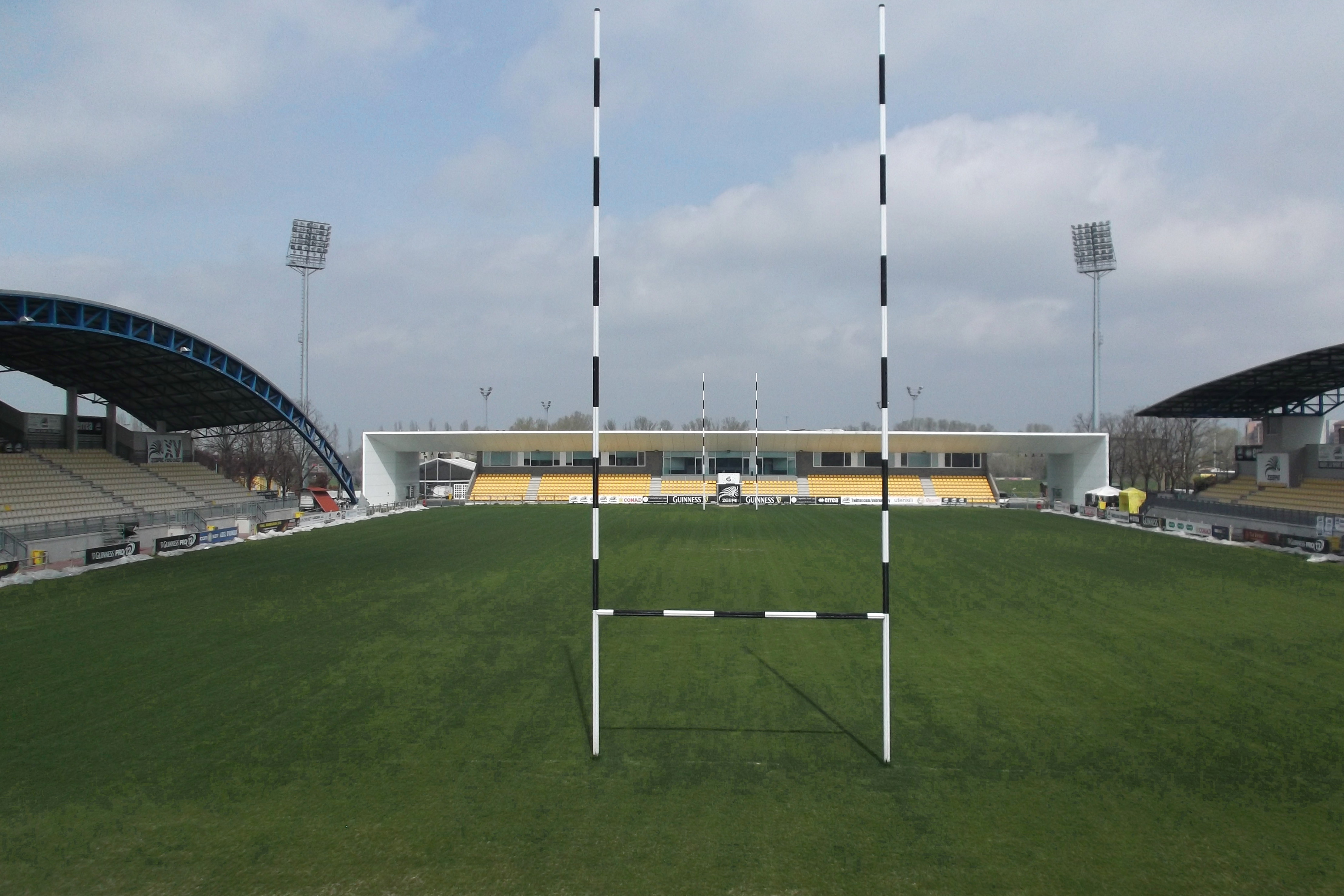
Lo stadio Lanfranchi di Parma, sede della finale

Le squadre furono ripartite in due gironi paritetici geografici, uno da sette e l'altro da otto squadre, successivamente ridotto anch'esso a sette per l'abbandono del Perugia Ragazze.
Il campionato si divise in due fasi, una stagione regolare a gironi e una a eliminazione diretta o a play-off.
Nella stagione regolare, in ogni girone le squadre si incontrarono in partite d'andata e ritorno e la classifica risultante fu stilata secondo il criterio dell'Emisfero Sud (4 punti a vittoria, 2 punti per il pareggio, 0 punti per la sconfitta, eventuale punto di bonus per ogni squadra autrice di 4 o più mete in un singolo incontro, ulteriore eventuale punto di bonus alla squadra sconfitta con 7 o meno punti di scarto).
Nella fase a play-off la prima classificata di ogni girone accedette direttamente alla semifinale; le altre due semifinaliste furono determinate da un preliminare di barrage in gara unica tra le seconde classificate di un girone e le terze dell'altro, in casa delle seconde classificate.
Più nel dettaglio, la prima classificata del girone 1 affrontò in semifinale la vincente del barrage tra la seconda del girone 2 e la terza del girone 1, mentre la prima classificata del girone 2 affrontò la vincente dell'altro barrage.
Le semifinali si tennero in doppia gara, la seconda delle quali in casa delle prime classificate, e le vincitrici delle semifinali dovettero affrontarsi il 23 maggio 2015 in gara unica in campo neutro da stabilirsi a tempo debito; la Federazione designò lo stadio Sergio Lanfranchi di Parma.

## Squadre partecipanti

### Girone 1
- Casale (Casale sul Sile)
- Colorno
- CUS Torino
- Monza
- Red Panthers (Treviso)
- Riviera del Brenta (Mira)
- Valsugana (Padova)

### Girone 2
- Belve Neroverdi (L'Aquila)
- Benevento
- Bologna
- CUS Roma
- Frascati
- Perugia Ragazze
- Red & Blu (Roma)
- Umbria Ragazze (Perugia)

## Stagione regolare

### Girone 1
| 5-10-2014 | 1ª/8ª giornata       | 14-12-2014 |
| --------- | -------------------- | ---------- |
| 10-45     | Colorno — Monza      | 5-26       |
| 0-45      | CUS Torino — Riviera | 0-67       |
| 54-3      | Valsugana — Casale   | 69-0       |
| Rip.      | Red Panthers         |            |
|           |                      |            |

| 2-11-2014 | 4ª/11ª giornata        | 18-1-2015 |
| --------- | ---------------------- | --------- |
| 0-55      | Casale — Monza         | 0-102     |
| 5-20      | CUS Torino — Colorno   | 5-64      |
| 10-25     | Riviera — Red Panthers | 15-12     |
| Rip.      | Valsugana              |           |
|           |                        |           |

| 30-11-2014 | 7ª/14ª giornata        | 12-4-2015 |
| ---------- | ---------------------- | --------- |
| 27-0       | Casale — CUS Torino    | 50-0      |
| 8-12       | Monza — Valsugana      | 10-15     |
| 24-8       | Red Panthers — Colorno | 26-19     |
| Rip.       | Riviera                |           |

| 12-10-2014 | 2ª/9ª giornata       | 21-12-2014 |
| ---------- | -------------------- | ---------- |
| 5-29       | Casale — Colorno     | 12-36      |
| 33-3       | Monza — Red Panthers | 43-20      |
| 0-5        | Riviera — Valsugana  | 10-16      |
| Rip.       | CUS Torino           |            |
|            |                      |            |

| 9-11-2014 | 5ª/12ª giornata           | 25-1-2015 |
| --------- | ------------------------- | --------- |
| 0-11      | Colorno — Valsugana       | 12-23     |
| 35-0      | Monza — Riviera           | 29-11     |
| 48-0      | Red Panthers — CUS Torino | 55-0      |
| Rip.      | Casale                    |           |

| 19-10-2014 | 3ª/10ª giornata        | 11-1-2015 |
| ---------- | ---------------------- | --------- |
| 7-25       | Colorno — Riviera      | 15-27     |
| 26-0       | Red Panthers — Casale  | 58-5      |
| 0-20       | Valsugana — CUS Torino | 65-0      |
| Rip.       | Monza                  |           |
|            |                        |           |

| 16-11-2014 | 6ª/13ª giornata     | 29-3-2015 |
| ---------- | ------------------- | --------- |
| 0-98       | CUS Torino — Monza  | 0-111     |
| 20-0       | Riviera — Casale    | 29-15     |
| 21-10      | Valsugana — Treviso | 9-5       |
| Rip.       | Colorno             |           |

#### Classifica
|  |    | Squadra            | G  | V  | N | P  | PF  | PS  | P±   | B  | Pen | Pt |
|  | -- | ------------------ | -- | -- | - | -- | --- | --- | ---- | -- | --- | -- |
|  | 1. | Monza              | 12 | 10 | 0 | 2  | 593 | 76  | 517  | 12 | 0   | 52 |
|  | 2. | Valsugana          | 12 | 11 | 0 | 1  | 300 | 78  | 222  | 3  | 4   | 43 |
|  | 3. | Red Panthers       | 12 | 7  | 0 | 5  | 312 | 163 | 149  | 8  | 0   | 36 |
|  | 4. | Riviera del Brenta | 12 | 7  | 0 | 5  | 272 | 159 | 113  | 8  | 4   | 32 |
|  | 5. | Colorno            | 12 | 4  | 0 | 8  | 225 | 234 | −9   | 5  | 0   | 21 |
|  | 6. | Casale             | 12 | 2  | 0 | 10 | 117 | 476 | −359 | 2  | 4   | 6  |
|  | 7. | CUS Torino         | 12 | 1  | 0 | 11 | 30  | 663 | −633 | 1  | 0   | 5  |

### Girone 2
| 5-10-2014 | 1ª/8ª giornata             | 14-12-2014 |
| --------- | -------------------------- | ---------- |
| 26-5      | Belve Neroverdi - Frascati | 0-22       |
| 43-0      | Red&Blu - Umbria           | 10-5       |
| 10-17     | Bologna - Benevento        | 5-17       |
| Rip.      | CUS Roma                   |            |
|           |                            |            |

| 2-11-2014 | 4ª/11ª giornata             | 18-1-2015 |
| --------- | --------------------------- | --------- |
| 19-5      | Benevento - Belve Neroverdi | 13-0      |
| 8-7       | Umbria - Bologna            | 5-8       |
| 17-5      | CUS Roma - Frascati         | 17-14     |
| Rip.      | Red&Blu                     |           |
|           |                             |           |

| 30-11-2014 | 7ª/14ª giornata          | 12-4-2015 |
| ---------- | ------------------------ | --------- |
| 24-17      | Umbria - Belve Neroverdi | 10-12     |
| 5-15       | Frascati - Red&Blu       | 0-12      |
| 15-17      | CUS Roma - Benevento     | 7-32      |
| Rip.       | Bologna                  |           |

| 12-10-2014 | 2ª/9ª giornata             | 21-12-2014 |
| ---------- | -------------------------- | ---------- |
| 22-10      | CUS Roma - Belve Neroverdi | 26-12      |
| 5-39       | Benevento - Red&Blu        | 13-12      |
| 29-7       | Frascati - Bologna         | 17-24      |
| Rip.       | Umbria                     |            |
|            |                            |            |

| 9-11-2014 | 5ª/12ª giornata      | 25-1-2015 |
| --------- | -------------------- | --------- |
| 0-58      | Bologna - Red&Blu    | 0-64      |
| 18-14     | Frascati - Benevento | 0-20      |
| 10-34     | Umbria - CUS Roma    | 8-0       |
| Rip.      | Belve Neroverdi      |           |

| 19-10-2014 | 3ª/10ª giornata           | 11-1-2015 |
| ---------- | ------------------------- | --------- |
| 7-25       | Belve Neroverdi - Red&Blu | 5-29      |
| 0-25       | Bologna - CUS Roma        | 5-17      |
| 15-7       | Frascati - Umbria         | 10-5      |
| Rip.       | Benevento                 |           |
|            |                           |           |

| 16-11-2014 | 6ª/13ª giornata           | 29-3-2015 |
| ---------- | ------------------------- | --------- |
| 14-3       | Belve Neroverdi - Bologna | 5-25      |
| 15-7       | Red&Blu - CUS Roma        | 31-10     |
| 43-0       | Benevento - Umbria        | 34-3      |
| Rip.       | Frascati                  |           |

#### Classifica
|  |    | Squadra         | G  | V  | N | P | PF  | PS  | P±   | B | Pen | Pt |
|  | -- | --------------- | -- | -- | - | - | --- | --- | ---- | - | --- | -- |
|  | 1. | Red & Blu       | 12 | 11 | 0 | 1 | 353 | 57  | 296  | 8 | 0   | 52 |
|  | 2. | Benevento       | 12 | 10 | 0 | 2 | 244 | 114 | 130  | 5 | 4   | 41 |
|  | 3. | CUS Roma        | 12 | 7  | 0 | 5 | 197 | 159 | 38   | 5 | 0   | 33 |
|  | 4. | Frascati        | 12 | 5  | 0 | 7 | 140 | 164 | −24  | 3 | 4   | 19 |
|  | 5. | Bologna         | 12 | 3  | 0 | 9 | 94  | 276 | −182 | 4 | 0   | 16 |
|  | 6. | Belve Neroverdi | 12 | 3  | 0 | 9 | 113 | 223 | −110 | 2 | 0   | 14 |
|  | 7. | Umbria Ragazze  | 12 | 3  | 0 | 9 | 85  | 233 | −148 | 5 | 4   | 13 |
|  | 8. | Perugia Ragazze | 0  | 0  | 0 | 0 | 0   | 0   | 0    | 0 | 0   | 0  |

## Playoff
|  | Barrage      | Barrage      | Barrage |  |  | Semifinali   | Semifinali   | Semifinali | Semifinali |   |  | Finale | Finale | Finale |  |
|  |              |              |         |  |  |              |              |            |            |   |  |        |        |        |  |
|  | Benevento    | Benevento    | 15      |  |  |              |              |            |            |   |  |        |        |        |  |
|  | Red Panthers | Red Panthers | 42      |  |  | Red Panthers | Red Panthers | 12         | 10         |   |  |        |        |        |  |
|  |              |              |         |  |  | Monza        | Monza        | 27         | 39         |   |  |        |        |        |  |
|  |              |              |         |  |  |              |              |            |            |   |  | Monza  | Monza  | 5      |  |
|  | Valsugana    | Valsugana    | 94      |  |  |              |              | Valsugana  | Valsugana  | 9 |  |        |        |        |  |
|  | CUS Roma     | CUS Roma     | 0       |  |  | Valsugana    | Valsugana    | 46         | 64         |   |  |        |        |        |  |
|  |              |              |         |  |  | Red & Blu    | Red & Blu    | 0          | 21         |   |  |        |        |        |  |

### Barrage
| Arbitro: | Federico Meconi (Roma) |

|                                      |    |                                                               |
| Izzo 21’ E. Cioffi 65’ V. Cioffi 80’ | mt | 26’ Busato 29’ Pratelli 33’, 73’ Renosto 50’ Este 58’ Pegorer |
|                                      | tr | 26’, 29’, 33’, 50’, 58’, 73’ Costa                            |

| Padova 26 aprile 2015, ore 14:30 UTC+2 Barrage 2 | Valsugana        | 94 – 0 | CUS Roma | C.S. Altichiero\| Arbitro: \| Guastini (Prato) \| |
| Arbitro:                                         | Guastini (Prato) |        |          |                                                   |

### Semifinali
| Arbitro: | Guastini (Prato) |

|                      |      |                                                  |
| Furlan 18’ Costa 58’ | mt   | 4’ Rochas 41’ Gaudino 65’ Pillotti 75’ Locatelli |
| Costa 58’            | tr   | 4’, 41’ Magatti                                  |
|                      | c.p. | 25’ Magatti                                      |

| Arbitro: | Clara Munarini (Parma) |

|                                                                                                 |    |  |
| Rigoni 8’, 75’ M.D. Veronese 13’ Zangirolami 30’ Ruzza 40’ Bertoglio 56’ Salvadego 64’ Sgrò 70’ | mt |  |
| Rigoni 8’, 13’, 64’                                                                             | tr |  |

| Arbitro: | Filippo Bertelli (Ferrara) |

|                        |    |                                                                |
| Este 65’ L. Stefan 78’ | mt | 9’ Pillotti 21’, 23’, 36’, 43’ Magatti 34’ Bollini 62’ Salerio |
|                        | tr | 21’, 36’                                                       |

| Arbitro: | M.B. Benvenuti (Roma) |

|                                    |    | |
| Tedeschi 33’ Mariani 35’ Gizzi 75’ | mt | 4’ Bertoglio 8’, 41’ M.D. Veronese 20’, 54’ E. Giordano 23’, 63’ Folli 40’ Nascimben 66’ Zangirolami 71’ Rigoni |
| Mariani 33’, 35’, 75’              | tr | 4’, 8’, 20’, 54’, 63’, 66’, 71’ Rigoni                                                                          |

### Finale
| Arbitro: | Clara Munarini (Parma) |

| |              | |
| 27’ Gaudino | mt           | |
| | c.p.         | 39’, 49’ Rigoni 70’ Ruzza |
| · Dell’Oca · Panizzuti · Bollini · 41’ Rochas · Magatti · Trilli · Russo · Gaudino · Locatelli · Arrighetti · Pillotti · Elemi · Bettolatti · Cammarano · Barazzetta (c) | Formazioni   | · Bertoglio · M.D. Veronese 80’ · Folli · Zangirolami · Vittadello 56’ · Rigoni 75’ · C. Salvadego · E. Giordano · Serafin · A. Giordano · B. Veronese · Ruzza · Cerato · S. Salvadego 39’ · Galiazzo (c) |
| | Sostituzioni | · Migotto 39’ · Nascimben 56’ · Sgrò 75’ |
| Alessandro Geddo | Allenatori   | Nicola Bezzati |